# Maszewo (stad in powiat Goleniowski)
Maszewo (Duits: Massow) is een stad in het Poolse woiwodschap West-Pommeren, gelegen in de powiat Goleniowski. De oppervlakte bedraagt 5,56 km², het inwonertal 3062 (2005).